# Joel Ward (fotbalista)
Joel Edward Philip Ward (* 29. října 1989 Emsworth) je anglický profesionální fotbalista, který hraje na pozici pravého obránce za anglický klub Crystal Palace FC, kde plní roli kapitána.

## Klubová kariéra
Ward začal svou fotbalovou kariéru v místním mládežnickém týmu East Lodge, odkud v létě 2006 přešel do akademie Portsmouthu; v červenci 2008 podepsal svou první profesionální smlouvu. O měsíc později odešel na roční hostování do AFC Bournemouth, který hrál čtvrtou nejvyšší anglickou soutěž.
Dne 26. srpna 2009 Ward debutoval na pozici středního obránce v dresu Portsmouthu v ligovém poháru proti Herefordu United a 14. dubna 2010 debutoval v Premier League v utkání proti Wiganu Athletic. Ward odehrál většinu zbývajících ligových zápasů Pompeys v sezóně a v létě zůstal ve Fratton Parku i po sestupu do Championship. V sezóně 2010/11 se stal stabilním členem základní sestavy a 13. listopadu 2010 vstřelil svůj první gól v dresu Portsmouthu; při porážce 3:2 s Doncasterem Rovers.
Ward klub opustil v létě 2012 po 96 odehraných soutěžních utkáních, v nichž vstřelil 6 branek.
Dne 28. května 2012 Ward přestoupil do Crystal Palace za 400 000 liber a podepsal smlouvu na čtyři roky. S týmem ve své první sezóně postoupil skrze play-off do Premier League; v poslední minutě nastaveného času finálového utkání proti Watfordu vyrazil střelu z brankové čáry a podepsal se tak pod výhru 1:0.
Ward se po postupu do nejvyšší soutěže usadil v základní sestavě Crystal Palace. 17. dubna 2016 při remíze 1:1 na hřišti Arsenalu dosáhl milníku sta odehraných prvoligových utkání v dresu Eagles.
Dne 22. dubna 2023 odehrál své 300. utkání v dresu Crystal Palace, jako kapitán dovedl klub k zisku bodu za bezbrankovou remízu s Evertonem.